# Cydia deshaisiana

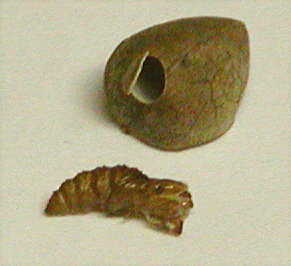
Mongeta mostrant la tapadora de la pupa

Cydia deshaisiana és una espècie de lepidòpter ditrisi de la família dels tortrícids (Tortricidae) originària de Mèxic que és més coneguda per la seva larva que habita els carpels de les llavors de diverses espècies d'arbusts del gènere Sebastiania (S. pavoniana o S. palmeri). Aquestes llavors reben el nom comú de mongetes mexicanes saltadores.
L'arna pon l'ou en tavelles joves. La larva desclosa entra dins la llavor i tanca el petit forat d'entrada durant el seu creixement. Quan la llavor s'escalfa sobtadament, per exemple per mantenir-la en la palma de la mà, la larva es caragola i té espasmes causant els característics salts. Dir que és un salt és una exageració però el cas és que la llavor es mou.
La larva pot viure diversos mesos dins la llavor i passa per diversos períodes de dormància. Per pupar necessita una humitat adequada.

## Sinònims
Carpocapsa saltitans o Laspeyresia saltitans — carpo indica que viu dins una llavor i l'epítet específic saltitans es refereix als salts.

## Exnllaços externs
- Information on Jumping Beans Arxivat 2006-12-05 a Wayback Machine.